# دانشکده دندانپزشکی اراک
دانشکده دندانپزشکی دانشگاه علوم پزشکی اراک یکی از دانشکده‌های دندانپزشکی ایران وابسته به دانشگاه علوم پزشکی اراک در اراک است.

## تاریخچه
دانشکده دندانپزشکی اراک در سال ۱۳۹۱ با پذیرش ۲۶ دانشجو بنیانگذاری شد. هم‌اکنون ۱۶۰ دانشجو در رشته دندانپزشکی عمومی و ۲۰ دانشجو در رشته تکنسین سلامت دهان و دندان در این دانشکده مشغول به تحصیل هستند و ریاست آن را احسان مؤمنی برعهده دارد.